# 333 Badenia
333 Badenia è un asteroide della fascia principale del diametro medio di circa 78,17 km. Scoperto nel 1892, presenta un'orbita caratterizzata da un semiasse maggiore pari a 3,1342246 UA e da un'eccentricità di 0,1635703, inclinata di 3,77369° rispetto all'eclittica. Stanti i suoi parametri orbitali, Badenia è classificato come membro della famiglia Igea di asteroidi.
L'asteroide fu dedicato all'allora esistente Granducato di Baden.